# National Highway 212
National Highway 212 (NH 212) ist eine Hauptfernstraße im Süden des Staates Indien mit einer Länge von 272 Kilometern. Sie beginnt in Kollegal im Bundesstaat Karnataka am NH 209 und führt zunächst 155 km durch diesen Bundesstaat vorbei an Mysuru. Anschließend verläuft sie weitere 117 km durch den benachbarten Bundesstaat Kerala über Kalpetta nach Kozhikode an den NH 17.